# Yuri Iosifovich Vizbor
Yuri Iosifovich Vizbor (tiếng Nga: Ю́рий Ио́сифович Ви́збор, 20 tháng 6 năm 1934 – 17 tháng 9 năm 1984) – nhà thơ, nhà văn, nhà báo, diễn viên điện ảnh, tác giả của hơn 300 bài hát.

## Tiểu sử
Yuri Vizbor sinh ở Moskva. Bố là sĩ quan quân đội và là nạn nhân của Đại thanh trừng năm 1937. Yuri Vizbor học xong phổ thông năm 1951 và thi vào trường Đại học Sư phạm Moskva. Sau khi tốt nghiệp Đại học Sư phạm năm 1955, Yuri Vizbor làm giáo viên một thời gian rồi nhập ngũ. Năm 1957 ông bắt đầu làm báo nói ở các đài phát thanh cùng với sáng tác ca khúc, làm thơ, viết văn và tham gia đóng phim.
Yuri Vizbor mất ngày 17 tháng 9 năm 1984 ở Moskva vì bệnh ung thư gan.

## Tác phẩm
Sách văn, thơ:
- Ноль эмоций, 1966
- Я сердце оставил в синих горах, 1986
- Сад вершин, 1988

Đĩa nhạc:
- Полночь в зените (1950—1959)
- Просто парень из тайги (1959—1963)
- Мы впереди планеты всей (1963—1965)
- Я гляжу сквозь тебя (1965—1966)
- Осенние дожди (1966—1970)
- Здравствуй, белый пароходик (1970—1973)
- Надеюсь видеть вас счастливыми (1973—1976)
- Когда горит звезда (1976—1978)
- Я в долгу перед вами (1978—1981)
- Вот уходит наше время

Phim tham gia:
- 1.	1967 — Возмездие — Захаров
- 2.	1967 — Июльский дождь — Алик
- 3.	1969 — Рудольфио — Рудольф, друг Ио
- 4.	1969 — Мой папа — капитан — попутный пассажир
- 5.	1969 — Красная палатка — профессор Бегоунек
- 6.	1970 — Начало — Степан Иванович
- 7.	1970 — Белорусский вокзал — главный инженер Балашов
- 8.	1970 — В Москве проездом… — секретарь редакции
- 9.	1970 — Переступи порог — Виктор Васильевич
- 10.	1971 — Ты и я — Саша
- 11.	1972 — Ночная смена — Коваленков
- 12.	1973 — Семнадцать мгновений весны — Мартин Борман
- 13.	1975 — Дневник директора школы — Смирнов
- 14.	1977 — Миг удачи — тренер Юрасов Павел Петрович *
- 15.	1982 — Нежность к ревущему зверю — журналист Одинцов

## Một số bài thơ
| Tạm biệt em yêu Tạm biệt em yêu, xin tạm biệt em Ta không chung một đường, anh thấy tiếc Sự chia ly đang chuyển thành khoảng cách Tạm biệt em yêu, em nhé chớ buồn. Con tàu từng ghé vui sướng, đau buồn Nhưng mà anh không thể nào đi tiếp Đành xuống tàu ở nhà ga "Ly Biệt" Tạm biệt em yêu, em nhé chớ buồn. Tình ngắn ngủi gắn kết anh và em Nếu có gì – anh xin em tha thứ Tuổi thanh xuân không quay về lần nữa Tạm biệt em yêu, em nhé chớ buồn. Anh tin lại như ngày trước thôi em Chỉ có điều con đường còn dài lắm Sẽ đến nhà ga có tên "Hy Vọng" Tạm biệt em yêu, em nhé chớ buồn. Nếu như anh ra đi Thì đời em tăm tối Tựa như ngày anh đã mang đi Tựa như đêm đến bên cửa sổ Mà không một vì sao sáng tỏ Tựa như chim chóc tất cả bay đi Chỉ màn đêm còn lại Nếu như anh ra đi… Nếu như anh ra đi Thì em biết làm sao sống tiếp Cứ buổi chiều còn ai để đợi chờ? Và ngọn lửa vì ai tay nhóm bếp? Biết bơi về đâu trong cơn bão táp? Đi về đâu những ngày tháng của em? Và từ ngôi sao nào để không rời ánh mắt? Nếu như anh ra đi… Nếu như anh ra đi Thì khu vườn hoang vắng Thế giới hoang tàn, ngôi nhà trống vắng Những cơn lạnh tràn trên những cánh rừng hoang Những con sông giấu mình dưới những tảng băng. Bóng tối không bến bờ trong đêm hoang vắng Bóng của bước chân anh – ván sàn rung động Nếu như anh ra đi… Chỉ bên anh đầy đủ cuộc đời em Như cánh buồn đầy ước mơ, mùa xuân đầy ánh sáng. Những cơn mưa chân trần như bước chân trẻ con Và những bông hoa sẽ nở trong vườn. Anh hãy tặng cho em cuộc sống! Và hãy nói với em rằng – anh yêu em! Bản dịch của Nguyễn Viết Thắng | До свиданья, дорогой мой До свиданья, дорогой мой, до свиданья! К сожаленью, нам с тобой не по пути. Расставанье переходит в расстоянье. До свиданья, дорогой мой, не грусти. Поезд наш летел и к радости, и к мукам, Только мне придётся с поезда сойти, И на станции с названием «Разлука» - До свиданья, дорогой мой, не грусти. Нас короткая любовь с тобой венчала. Если было что не так - меня прости. Только жизнь не повторяется сначала. До свиданья, дорогой мой, не грусти. Верю я, что будет всё у нас, как прежде, Лишь дорогу нужно долгую пройти, И до станции с названием «Надежда» - До свиданья, дорогой мой, не грусти. Если ты уйдешь Если ты уйдешь, Станет мне темно, Словно день ты взял, Словно ночь пришла под мое окно, Не горящая ни одной звездой. Словно птицы все улетели прочь, И осталась мне только ночь да ночь, Если ты уйдешь... Если ты уйдешь, Как мне дальше жить, Вечерами мне ожидать кого? И ночной огонь для кого сложить? И куда мне плыть среди бурных волн? И куда девать дней своих запас? И с какой звезды не сводить мне глаз? Если ты уйдешь... Если ты уйдешь, Опустеет сад, Опустеет мир, опустеет дом, Холода пойдут по пустым лесам, Реки спрячутся под тяжелым льдом. И в пустой ночи - тьма без берегов, Половицы скрип - тень твоих шагов... Если ты уйдешь... Но лишь с тобой я жизнью полна, Как парус - мечтой, как светом - весна. Босые дожди, как дети, пройдут, И встанут цветы в моем саду. О, подари мне жизнь свою! Скажи мне только - я люблю! |